# Colton Haynes
Colton Lee Haynes (Andale, 13 juli 1988) is een Amerikaanse acteur en model. Hij kreeg bekendheid door zijn rollen in televisieseries als Teen Wolf en Arrow.

## Biografie
Haynes startte zijn loopbaan als vijftienjarig model voor Abercrombie & Fitch, in een fotoshoot van Bruce Weber. Hij was daarna model voor diverse andere bedrijven, waaronder Ralph Lauren.
In 2007 had hij zijn televisiedebuut als acteur, hij speelde een rol in CSI: Miami. Hij deed dat jaar ook auditie voor de rol van Edward Cullen in Twilight, maar die werd toegewezen aan Robert Pattinson. Hij speelde het jaar erop wel in Privileged en Pushing Daisies en andere producties volgden. Grotere bekendheid kreeg hij door zijn rollen van Jackson Whittemore in Teen Wolf (2011-2012) en Roy Harper / Arsenal in Arrow (2013-2020).
Haynes speelde mee in een aantal muziekvideo's, in Trouble van Leona Lewis (2012), Gold van Victoria Justice (2013) en Honey, I'm Good van Andy Grammer. In november 2013 coverde hij het nummer 19 You+Me met New Heights, een maand later bracht hij met zanger Travis-Atreo het nummer Baby It's Christmas uit.
In 2015 speelde hij in de rampenfilm San Andreas.
Van 2017 tot 2018 was hij getrouwd met Jeff Leatham en was de familienaam Haynes - Leatham

## Foto's

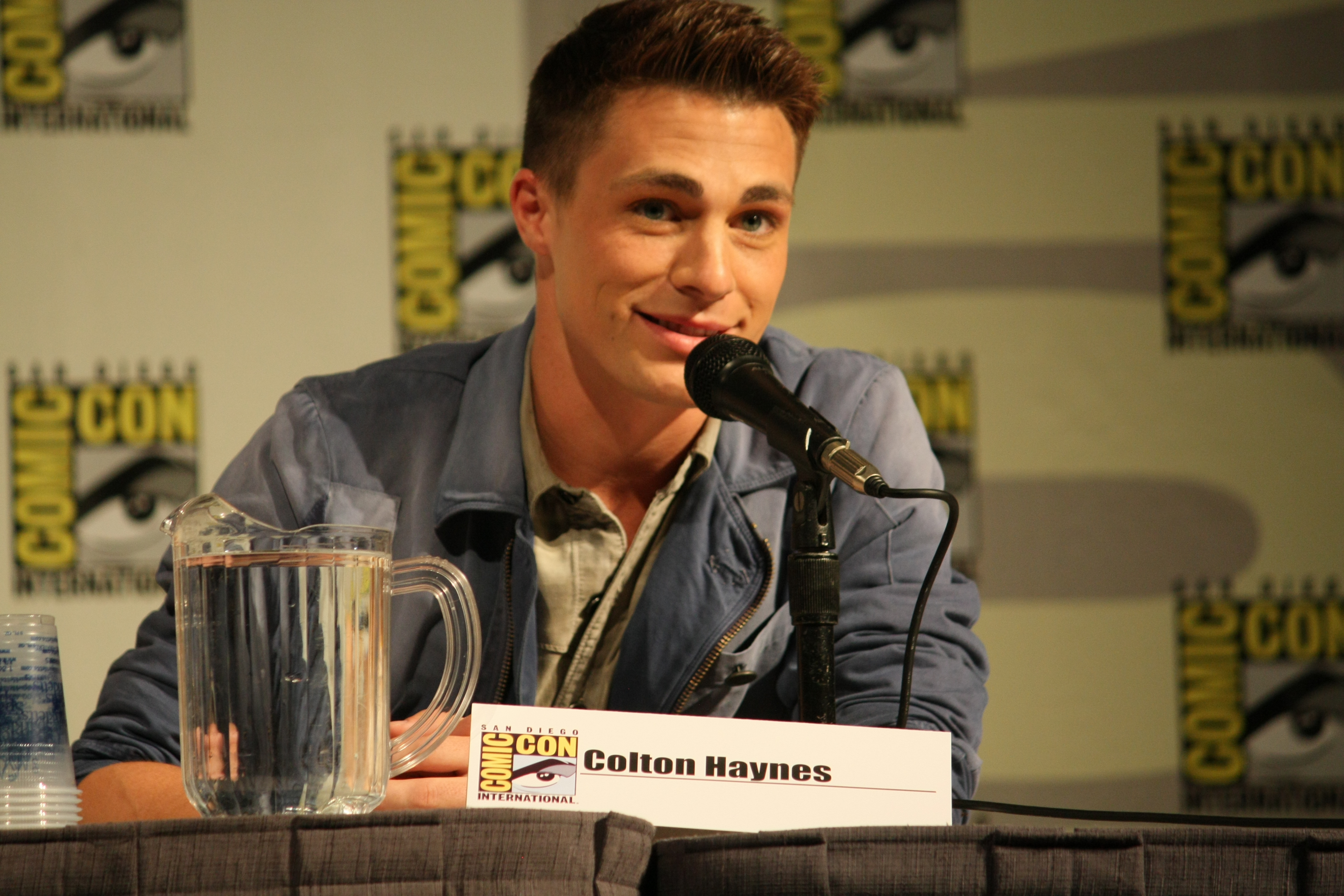
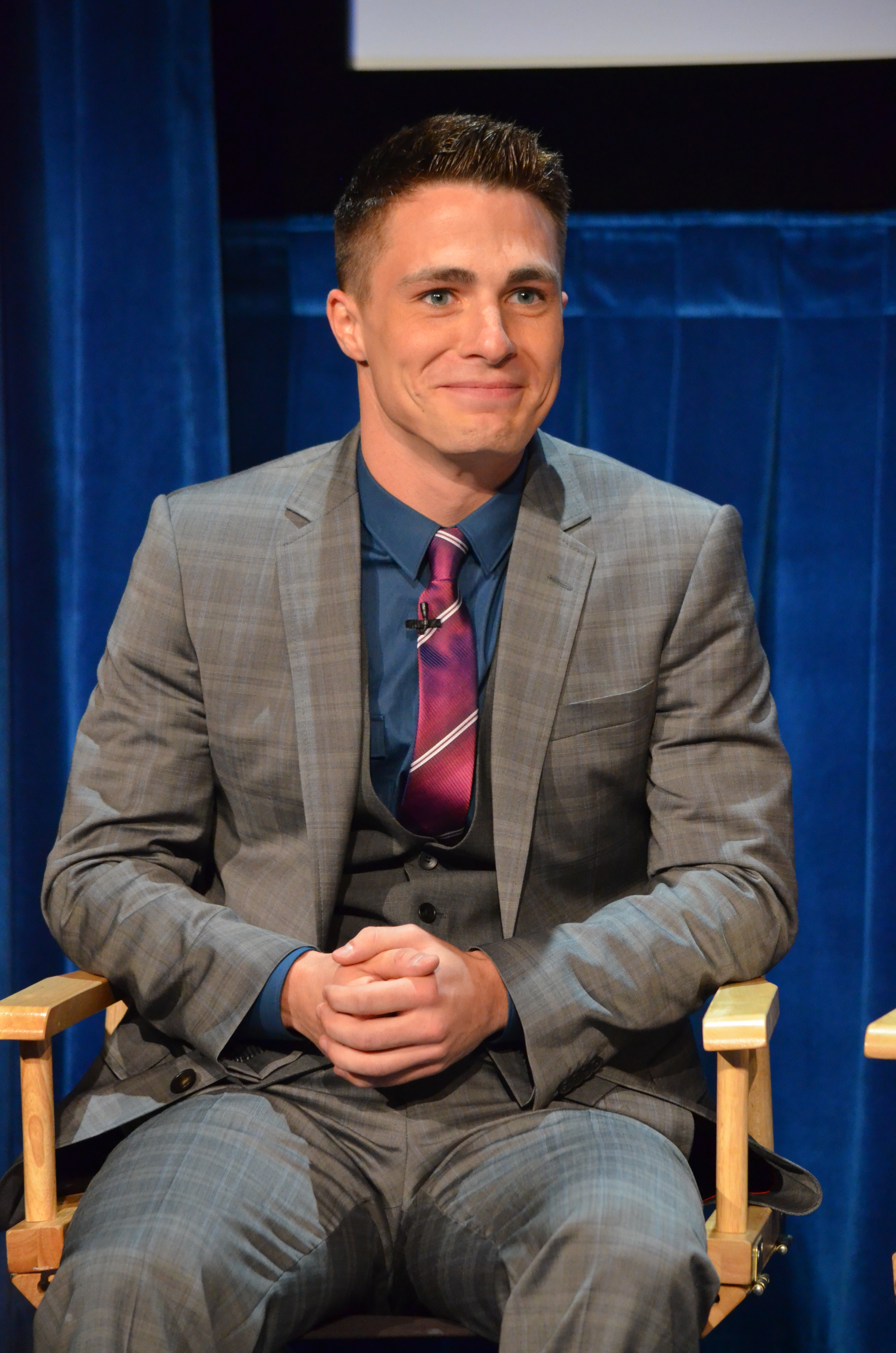
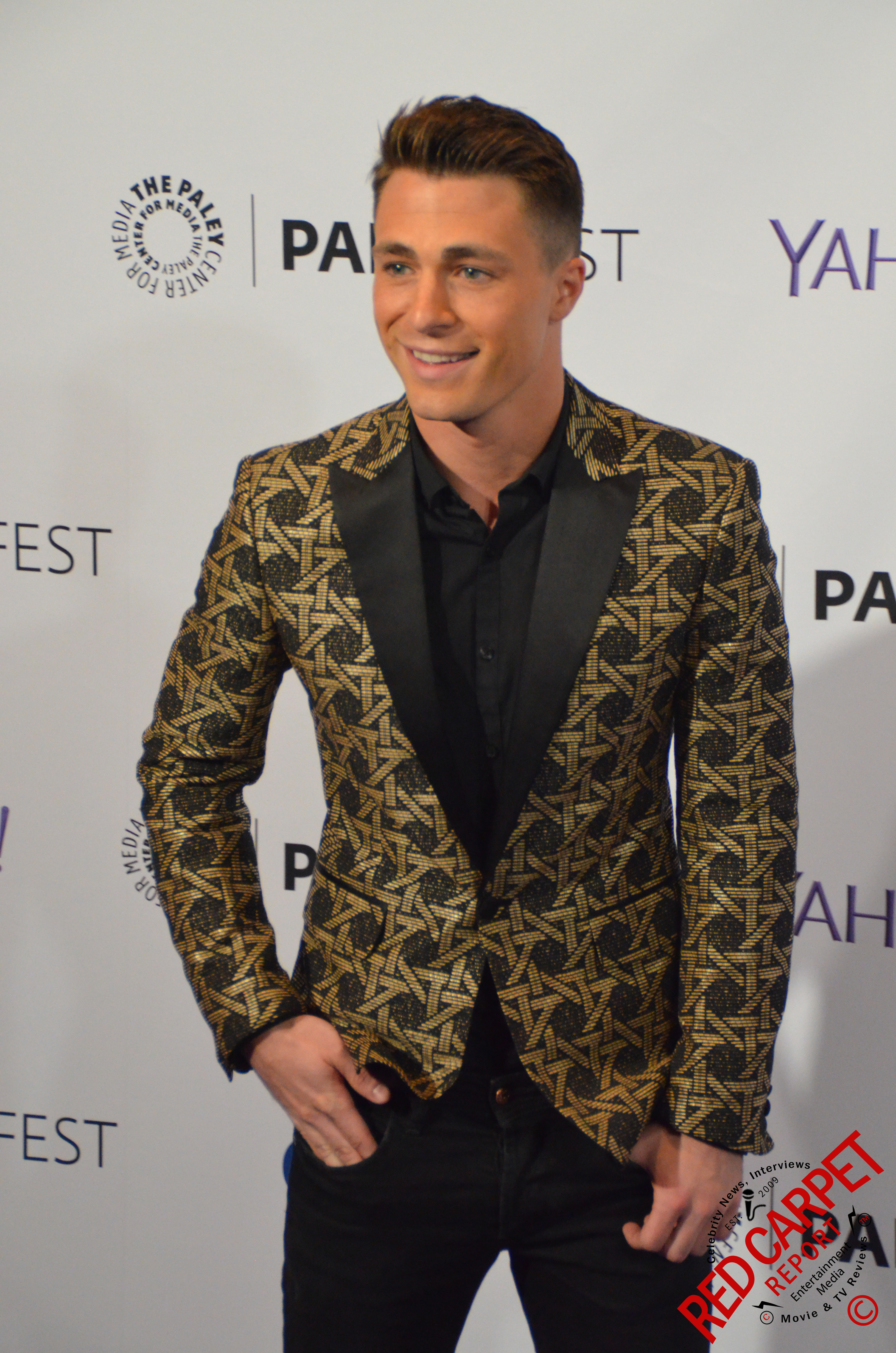

## Filmografie

### Film
- Charlie Brown: Blockhead's Revenge (2011) - Linus van Pelt
- San Andreas (2015) - Joby O'Leary

### Televisie
- CSI: Miami (2007) - Brandon Fox
- Privileged (2008) - Alexander
- Pushing Daisies (2008) - Ares Kostopolous
- Always and Forever (2009) - Scott Holland
- Melrose Place (2009) - Jessie Roberts
- The Gates (2010) - Brett Crezski
- Look: The Series (2010) - Shane
- Teen Wolf (2011-2012 2017) - Jackson Whittemore
- The Nine Lives of Chloe King (2011) - Kai
- Arrow (2013-2019) - Roy Harper